# E3 BinckBank Classic 2019
L'E3 BinckBank Classic 2019, oficialment Record Bank E3 Harelbeke BinckBank 2019, va ser la 62a edició de l'E3 BinckBank Classic. La cursa es disputà el divendres 29 de març de 2019 sobre una distància de 203,9 quilòmetres, amb inici i final a Harelbeke. La cursa formava part de l'UCI World Tour 2019, amb una categoria 1.UWT.
El vencedor final fou el txec Zdeněk Štybar (Deceuninck-Quick Step), que s'imposà a l'esprint als seus cinc companys d'escapada en l'arribada a Harelbeke. Completaren el podi Wout Van Aert (Team Jumbo-Visma) i Greg Van Avermaet (CCC Team).

## Recorregut
La cursa comença i acaba a Harelbeke després de recórrer 203,9 quilòmetres. Durant el trajecte els ciclistes hauran de superar 15 cotes, algunes d'elles recobertes per llambordes. Els primers 100 quilòmetres no tenen gaire dificultat, amb excepció de tres cotes en els quilòmetres 28 i 82 i 98 de carrera. En els segons 100 quilòmetres de cursa es concentren les 12 cotes restants, entre les quals destaquen el Taaienberg, el Paterberg i l'Oude Kwaremont.
| Número | Nom                 | Km    | Ferm       | Llargada (m) | Pendent mitjana (%) | Pendent màxima (%) | km a meta |
| ------ | ------------------- | ----- | ---------- | ------------ | ------------------- | ------------------ | --------- |
| 1      | Katteberg           | 28,2  | asfalt     | 750          | 6 %                 | 11 %               | 175,7     |
| 2      | Hoppeberg           | 82,5  | asfalt     | 1.880        | 4,8 %               | 10 %               | 121,4     |
| 3      | Hogerlucht          | 98,3  | asfalt     | 1.350        | 4,5 %               |                    | 105,6     |
| 4      | Cota de Trieu       | 108,5 | asfalt     | 1.260        | 7 %                 | 13,3 %             | 95,4      |
| 5      | Hotondberg          | 112,4 | asfalt     | 1.200        | 4 %                 | 8 %                | 91,5      |
| 6      | Kortekeer           | 119,5 | asfalt     | 1.000        | 6,4 %               | 17 %               | 84,4      |
| 7      | Taaienberg          | 124,2 | llambordes | 650          | 9,5 %               | 18 %               | 79,7      |
| 8      | Berg ten Stene      | 132,1 | asfalt     | 1.300        | 5,2 %               | 9 %                | 71,8      |
| 9      | Boigneberg          | 137,3 | asfalt     | 1.000        | 5,2 %               | 13,3               | 66,6      |
| 10     | Stationsberg        | 146,5 | llambordes | 460          | 3,2 %               | 10 %               | 57,4      |
| 11     | Kapelberg           | 157,4 | asfalt     | 750          | 7,1 %               | 14 %               | 46,5      |
| 12     | Paterberg           | 161,5 | llambordes | 400          | 12,9 %              | 20,3 %             | 42,4      |
| 13     | Oude Kwaremont      | 164,3 | llambordes | 2.220        | 4,2 %               | 11,6 %             | 39,6      |
| 14     | Karnemelkbeekstraat | 172,1 | asfalt     | 1.530        | 4,9 %               | 14 %               | 31,8      |
| 15     | Tiegemberg          | 183,9 | asfalt     | 1.000        | 5,6 %               | 9 %                | 20        |

A banda de les 15 cotes hi ha 5 trams de llambordes que els ciclistes han de superar.
| Número | Nom              | Km    | Llargada (m) | Km a meta |
| ------ | ---------------- | ----- | ------------ | --------- |
| 1      | Beaucarnestraat  | 28,0  | 1.200        | 175,9     |
| 2      | Holleweg         | 30    | 1.500        | 173,9     |
| 3      | Paddestraat      | 41,5  | 2.300        | 162,4     |
| 4      | Mariaborrestraat | 147,2 | 2.000        | 56,7      |
| 5      | Varentstraat     | 179,7 | 1.500        | 24,2      |

## Equips
L'E3 Harelbeke forma part del calendari UCI World Tour. Els 18 equips World Tour hi prenen part i també set equips continentals professionals.
| WorldTeams (18)- Deceuninck-Quick Step - Lotto Soudal - CCC Team - AG2R La Mondiale - Bora-hansgrohe - Team Jumbo-Visma - Movistar Team - Mitchelton-Scott - Astana - Bahrain-Merida - EF Education First - Groupama-FDJ - Dimension Data - Katusha-Alpecin - Sky - Team Sunweb - Trek-Segafredo - UAE Team Emirates Equips continentals professionals (7)- Direct Énergie - Sport Vlaanderen-Baloise - Wallonie Bruxelles - Wanty-Groupe Gobert - Cofidis, Solutions Crédits - Israel Cycling Academy - Roompot-Charles |
| |

## Classificació final
| \| Classificació general \| Classificació general \| Classificació general \| Classificació general \| Classificació general \| \| Corredor \| Corredor \| Equip \| Temps \| \| \| --------------------- \| --------------------- \| --------------------- \| --------------------- \| --------------------- \| \| 1r \| Zdeněk Štybar \| Deceuninck-Quick Step \| 4h 46' 05" \| \| \| 2n \| Wout van Aert \| Team Jumbo-Visma \| + 0" \| \| \| 3r \| Greg Van Avermaet \| CCC Team \| + 0" \| \| \| 4t \| Alberto Bettiol \| EF Education First \| + 0" \| \| \| 5è \| Bob Jungels \| Deceuninck-Quick Step \| + 3" \| \| \| 6è \| Nils Politt \| Katusha-Alpecin \| + 1' 04" \| \| \| 7è \| Matteo Trentin \| Mitchelton-Scott \| + 1' 04" \| \| \| 8è \| Oliver Naesen \| AG2R La Mondiale \| + 1' 04" \| \| \| 9è \| Jasha Sütterlin \| Movistar Team \| + 1' 04" \| \| \| 10è \| Marc Hirschi \| Team Sunweb \| + 1' 04" \| \| |                   |                       |            |
| |                   |                       |            |
| Font: ProCyclingStats |                   |                       |            |
| Classificació general |                   |                       |            |
| Corredor | Corredor          | Equip                 | Temps      |
| 1r | Zdeněk Štybar     | Deceuninck-Quick Step | 4h 46' 05" |
| 2n | Wout van Aert     | Team Jumbo-Visma      | + 0"       |
| 3r | Greg Van Avermaet | CCC Team              | + 0"       |
| 4t | Alberto Bettiol   | EF Education First    | + 0"       |
| 5è | Bob Jungels       | Deceuninck-Quick Step | + 3"       |
| 6è | Nils Politt       | Katusha-Alpecin       | + 1' 04"   |
| 7è | Matteo Trentin    | Mitchelton-Scott      | + 1' 04"   |
| 8è | Oliver Naesen     | AG2R La Mondiale      | + 1' 04"   |
| 9è | Jasha Sütterlin   | Movistar Team         | + 1' 04"   |
| 10è | Marc Hirschi      | Team Sunweb           | + 1' 04"   |

## Llista de participants
| Direct Énergie TDE | Direct Énergie TDE     | Direct Énergie TDE |
| ------------------ | ---------------------- | ------------------ |
| Núm                | Ciclista               | Pos                |
| 1                  | Niki Terpstra (NED)    | 15è                |
| 2                  | Lilian Calmejane (FRA) | 46è                |
| 3                  | Angélo Tulik (FRA)     | DNF                |
| 4                  | Damien Gaudin (FRA)    | DNF                |
| 5                  | Pim Ligthart (NED)     | 83è                |
| 6                  | Alexandre Pichot (FRA) | DNF                |
| 7                  | Anthony Turgis (FRA)   | DNF                |

| Deceuninck-Quick Step DQT | Deceuninck-Quick Step DQT | Deceuninck-Quick Step DQT |
| ------------------------- | ------------------------- | ------------------------- |
| Núm                       | Ciclista                  | Pos                       |
| 11                        | Yves Lampaert (BEL)       | 18è                       |
| 12                        | Iljo Keisse (BEL)         | 60è                       |
| 13                        | Philippe Gilbert (BEL)    | 11è                       |
| 14                        | Bob Jungels (LUX)         | 5è                        |
| 15                        | Kasper Asgreen (DEN)      | 48è                       |
| 16                        | Florian Sénéchal (FRA)    | 25è                       |
| 17                        | Zdeněk Štybar (CZE)       | 1r                        |

| Lotto-Soudal LTS | Lotto-Soudal LTS        | Lotto-Soudal LTS |
| ---------------- | ----------------------- | ---------------- |
| Núm              | Ciclista                | Pos              |
| 21               | Tiesj Benoot (BEL)      | 16è              |
| 22               | Jens Keukeleire (BEL)   | 14è              |
| 23               | Stan Dewulf (BEL)       | 36è              |
| 24               | Frederik Frison (BEL)   | DNF              |
| 25               | Nikolas Maes (BEL)      | 29è              |
| 26               | Lawrence Naesen (BEL)   | 71è              |
| 27               | Brian van Goethem (NED) | DNF              |

| CCC Team CPT | CCC Team CPT                   | CCC Team CPT |
| ------------ | ------------------------------ | ------------ |
| Núm          | Ciclista                       | Pos          |
| 31           | Greg Van Avermaet (BEL)        | 3r           |
| 32           | Michael Schär (SUI)            | 74è          |
| 33           | Gijs Van Hoecke (BEL)          | DNF          |
| 34           | Nathan Van Hooydonck (BEL)     | 55è          |
| 35           | Guillaume Van Keirsbulck (BEL) | DNF          |
| 36           | Kamil Gradek (POL)             | DNF          |
| 37           | Łukasz Wiśniowski (POL)        | 52è          |

| AG2R La Mondiale ALM | AG2R La Mondiale ALM     | AG2R La Mondiale ALM |
| -------------------- | ------------------------ | -------------------- |
| Núm                  | Ciclista                 | Pos                  |
| 41                   | Oliver Naesen (BEL)      | 8è                   |
| 42                   | Gediminas Bagdonas (LTU) | DNF                  |
| 43                   | Nico Denz (GER)          | DNF                  |
| 44                   | Silvan Dillier (SUI)     | 38è                  |
| 45                   | Julien Duval (FRA)       | DNF                  |
| 46                   | Dorian Godon (FRA)       | 32è                  |
| 47                   | Stijn Vandenbergh (BEL)  | 35è                  |

| Bora-Hansgrohe BOH | Bora-Hansgrohe BOH        | Bora-Hansgrohe BOH |
| ------------------ | ------------------------- | ------------------ |
| Núm                | Ciclista                  | Pos                |
| 51                 | Peter Sagan (SVK)         | 17è                |
| 52                 | Maciej Bodnar (POL)       | DNF                |
| 53                 | Marcus Burghardt (GER)    | DNF                |
| 54                 | Jean-Pierre Drucker (LUX) | 78è                |
| 55                 | Daniel Oss (ITA)          | 37è                |
| 56                 | Lukas Pöstlberger (AUT)   | 40è                |
| 57                 | Juraj Sagan (SVK)         | DNF                |

| Team Jumbo-Visma TJV | Team Jumbo-Visma TJV        | Team Jumbo-Visma TJV |
| -------------------- | --------------------------- | -------------------- |
| Núm                  | Ciclista                    | Pos                  |
| 61                   | Wout van Aert (BEL)         | 2n                   |
| 62                   | Amund Grøndahl Jansen (NOR) | 45è                  |
| 63                   | Pascal Eenkhoorn (NED)      | 77è                  |
| 64                   | Mike Teunissen (NED)        | 51è                  |
| 65                   | Taco van der Hoorn (NED)    | 97è                  |
| 66                   | Danny van Poppel (NED)      | 33è                  |
| 67                   | Maarten Wynants (BEL)       | 86è                  |

| Movistar Team MOV | Movistar Team MOV              | Movistar Team MOV |
| ----------------- | ------------------------------ | ----------------- |
| Núm               | Ciclista                       | Pos               |
| 71                | Jürgen Roelandts (BEL)         | DNF               |
| 72                | Jorge Arcas (ESP)              | 69è               |
| 73                | Carlos Barbero Cuesta (ESP)    | 26è               |
| 74                | Héctor Carretero Milla (ESP)   | DNF               |
| 75                | Jaime Castrillo (ESP)          | 81è               |
| 76                | Eduard Prades i Reverter (ESP) | 41è               |
| 77                | Jasha Sütterlin (GER)          | 9è                |

| Mitchelton-Scott MTS | Mitchelton-Scott MTS          | Mitchelton-Scott MTS |
| -------------------- | ----------------------------- | -------------------- |
| Núm                  | Ciclista                      | Pos                  |
| 81                   | Matteo Trentin (ITA)          | 7è                   |
| 82                   | Jack Bauer (NZL)              | 50è                  |
| 83                   | Luka Mezgec (SLO)             | DNF                  |
| 84                   | Edoardo Affini (ITA)          | DNF                  |
| 85                   | Michael Hepburn (AUS)         | 94è                  |
| 86                   | Christopher Juul-Jensen (DEN) | 57è                  |
| 87                   | Callum Scotson (AUS)          | DNF                  |

| Astana AST | Astana AST                | Astana AST |
| ---------- | ------------------------- | ---------- |
| Núm        | Ciclista                  | Pos        |
| 91         | Davide Ballerini (ITA)    | DNF        |
| 92         | Jandos Bijiguitov (KAZ)   | DNF        |
| 93         | Laurens De Vreese (BEL)   | 44è        |
| 94         | Ievgueni Guiditx (KAZ)    | DNF        |
| 95         | Dmitri Grúzdev (KAZ)      | DNF        |
| 96         | Hugo Houle (CAN)          | 53è        |
| 97         | Magnus Cort Nielsen (DEN) | 20è        |

| Bahrain-Merida TBM | Bahrain-Merida TBM        | Bahrain-Merida TBM |
| ------------------ | ------------------------- | ------------------ |
| Núm                | Ciclista                  | Pos                |
| 101                | Sonny Colbrelli (ITA)     | 13è                |
| 102                | Iván García Cortina (ESP) | 23è                |
| 103                | Heinrich Haussler (AUS)   | 59è                |
| 104                | Kristjan Koren (SLO)      | 63è                |
| 105                | Matej Mohorič (SLO)       | 27è                |
| 106                | Luka Pibernik (SLO)       | 62è                |
| 107                | Jan Tratnik (SLO)         | DNF                |

| EF Education First EF1 | EF Education First EF1    | EF Education First EF1 |
| ---------------------- | ------------------------- | ---------------------- |
| Núm                    | Ciclista                  | Pos                    |
| 111                    | Sep Vanmarcke (BEL)       | DNF                    |
| 112                    | Alberto Bettiol (ITA)     | 4t                     |
| 113                    | Mitchell Docker (AUS)     | DNF                    |
| 114                    | Moreno Hofland (NED)      | DNF                    |
| 115                    | Sebastian Langeveld (NED) | 12è                    |
| 116                    | Logan Owen (USA)          | DNF                    |
| 117                    | Thomas Scully (NZL)       | 98è                    |

| Groupama-FDJ GFC | Groupama-FDJ GFC          | Groupama-FDJ GFC |
| ---------------- | ------------------------- | ---------------- |
| Núm              | Ciclista                  | Pos              |
| 121              | Arnaud Démare (FRA)       | 34è              |
| 122              | Jacopo Guarnieri (ITA)    | DNF              |
| 123              | Ignatas Konovalovas (LTU) | DNF              |
| 124              | Stefan Küng (SUI)         | 56è              |
| 125              | Olivier Le Gac (FRA)      | DNF              |
| 126              | Miles Scotson (AUS)       | 87è              |
| 127              | Ramon Sinkeldam (NED)     | DNF              |

| Dimension Data TDD | Dimension Data TDD             | Dimension Data TDD |
| ------------------ | ------------------------------ | ------------------ |
| Núm                | Ciclista                       | Pos                |
| 131                | Edvald Boasson Hagen (NOR)     | DNF                |
| 132                | Rasmus Tiller (NOR)            | 96è                |
| 133                | Bernhard Eisel (AUT)           | DNF                |
| 134                | Michael Valgren Andersen (DEN) | 39è                |
| 135                | Jay Robert Thomson (RSA)       | DNF                |
| 136                | Jacobus Venter (RSA)           | DNF                |
| 137                | Julien Vermote (BEL)           | 64è                |

| Katusha-Alpecin TKA | Katusha-Alpecin TKA        | Katusha-Alpecin TKA |
| ------------------- | -------------------------- | ------------------- |
| Núm                 | Ciclista                   | Pos                 |
| 141                 | Willie Smit (RSA)          | DNF                 |
| 142                 | Jenthe Biermans (BEL)      | DNF                 |
| 143                 | Marco Haller (AUT)         | 19è                 |
| 144                 | Reto Hollenstein (SUI)     | 30è                 |
| 145                 | Viatxeslav Kuznetsov (RUS) | 65è                 |
| 146                 | Nils Politt (GER)          | 6è                  |
| 147                 | Mads Würtz Schmidt (DEN)   | DNF                 |

| Team Sky SKY | Team Sky SKY              | Team Sky SKY |
| ------------ | ------------------------- | ------------ |
| Núm          | Ciclista                  | Pos          |
| 151          | Gianni Moscon (ITA)       | 79è          |
| 152          | Leonardo Basso (ITA)      | DNF          |
| 153          | Owain Doull (GBR)         | DNF          |
| 154          | Filippo Ganna (ITA)       | 91è          |
| 155          | Luke Rowe (GBR)           | 54è          |
| 156          | Ian Stannard (GBR)        | 90è          |
| 157          | Christopher Lawless (GBR) | DNF          |

| Team Sunweb SUN | Team Sunweb SUN              | Team Sunweb SUN |
| --------------- | ---------------------------- | --------------- |
| Núm             | Ciclista                     | Pos             |
| 161             | Chad Haga (USA)              | DNF             |
| 162             | Marc Hirschi (SUI)           | 10è             |
| 163             | Roy Curvers (NED)            | DNF             |
| 164             | Asbjørn Kragh Andersen (DEN) | DNF             |
| 165             | Søren Kragh Andersen (DEN)   | DNF             |
| 166             | Florian Stork (GER)          | DNF             |
| 167             | Max Walscheid (GER)          | 89è             |

| Trek-Segafredo TFS | Trek-Segafredo TFS   | Trek-Segafredo TFS |
| ------------------ | -------------------- | ------------------ |
| Núm                | Ciclista             | Pos                |
| 171                | Jasper Stuyven (BEL) | 58è                |
| 172                | John Degenkolb (GER) | 22è                |
| 173                | Alex Kirsch (LUX)    | DNF                |
| 174                | Alex Frame (NZL)     | DNF                |
| 175                | Mads Pedersen (DEN)  | DNF                |
| 176                | Koen de Kort (NED)   | 76è                |
| 177                | Edward Theuns (BEL)  | 61è                |

| UAE Team Emirates UAD | UAE Team Emirates UAD      | UAE Team Emirates UAD |
| --------------------- | -------------------------- | --------------------- |
| Núm                   | Ciclista                   | Pos                   |
| 181                   | Alexander Kristoff (NOR)   | 21è                   |
| 182                   | Jasper Philipsen (BEL)     | DNF                   |
| 183                   | Sven Erik Bystrøm (NOR)    | 47è                   |
| 184                   | Marco Marcato (ITA)        | 99è                   |
| 185                   | Vegard Stake Laengen (NOR) | DNF                   |
| 186                   | Tom Bohli (SUI)            | DNF                   |
| 187                   | Ivo Oliveira (POR)         | DNF                   |

| Sport Vlaanderen-Baloise SVB | Sport Vlaanderen-Baloise SVB | Sport Vlaanderen-Baloise SVB |
| ---------------------------- | ---------------------------- | ---------------------------- |
| Núm                          | Ciclista                     | Pos                          |
| 191                          | Piet Allegaert (BEL)         | DNF                          |
| 192                          | Lindsay De Vylder (BEL)      | DNF                          |
| 193                          | Benjamin Declercq (BEL)      | 82è                          |
| 194                          | Robbe Ghys (BEL)             | DNF                          |
| 195                          | Emiel Planckaert (BEL)       | DNF                          |
| 196                          | Thomas Sprengers (BEL)       | 49è                          |
| 197                          | Dries Van Gestel (BEL)       | 31è                          |

| Wallonie Bruxelles WVA | Wallonie Bruxelles WVA    | Wallonie Bruxelles WVA |
| ---------------------- | ------------------------- | ---------------------- |
| Núm                    | Ciclista                  | Pos                    |
| 201                    | Justin Jules (FRA)        | DNF                    |
| 202                    | Mathijs Paasschens (NED)  | 84è                    |
| 203                    | Tom Wirtgen (LUX)         | 43è                    |
| 204                    | Aksel Nõmmela (EST)       | 75è                    |
| 205                    | Baptiste Planckaert (BEL) | 24è                    |
| 206                    | Lukas Spengler (SUI)      | DNF                    |
| 207                    | Lionel Taminiaux (BEL)    | 73è                    |

| Wanty-Gobert WGG | Wanty-Gobert WGG        | Wanty-Gobert WGG |
| ---------------- | ----------------------- | ---------------- |
| Núm              | Ciclista                | Pos              |
| 211              | Frederik Backaert (BEL) | 42è              |
| 212              | Aimé De Gendt (BEL)     | DNF              |
| 213              | Ludwig De Winter (BEL)  | 95è              |
| 214              | Tom Devriendt (BEL)     | DNF              |
| 215              | Jérôme Baugnies (BEL)   | DNF              |
| 216              | Andrea Pasqualon (ITA)  | 92è              |
| 217              | Loïc Vliegen (BEL)      | DNF              |

| Cofidis, Solutions Crédits COF | Cofidis, Solutions Crédits COF | Cofidis, Solutions Crédits COF |
| ------------------------------ | ------------------------------ | ------------------------------ |
| Núm                            | Ciclista                       | Pos                            |
| 221                            | Christophe Laporte (FRA)       | DNF                            |
| 222                            | Filippo Fortin (ITA)           | DNF                            |
| 223                            | Cyril Lemoine (FRA)            | DNF                            |
| 224                            | Kenneth Vanbilsen (BEL)        | 70è                            |
| 225                            | Bert Van Lerberghe (BEL)       | DNF                            |
| 226                            | Damien Touzé (FRA)             | 68è                            |
| 227                            | Zico Waeytens (BEL)            | 85è                            |

| Israel Cycling Academy ICA | Israel Cycling Academy ICA | Israel Cycling Academy ICA |
| -------------------------- | -------------------------- | -------------------------- |
| Núm                        | Ciclista                   | Pos                        |
| 231                        | Guillaume Boivin (CAN)     | 80è                        |
| 232                        | Zakkari Dempster (AUS)     | DNF                        |
| 233                        | Conor Dunne (IRL)          | 67è                        |
| 234                        | Sondre Holst Enger (NOR)   | DNF                        |
| 235                        | Roy Goldstein (ISR)        | DNF                        |
| 236                        | Mihkel Räim (EST)          | 72è                        |
| 237                        | Tom Van Asbroeck (BEL)     | 28è                        |

| Roompot-Charles ROC | Roompot-Charles ROC        | Roompot-Charles ROC |
| ------------------- | -------------------------- | ------------------- |
| Núm                 | Ciclista                   | Pos                 |
| 241                 | Lars Boom (NED)            | 93è                 |
| 242                 | Jesper Asselman (NED)      | DNF                 |
| 243                 | Senne Leysen (BEL)         | 88è                 |
| 244                 | Justin Timmermans (NED)    | DNF                 |
| 245                 | Stijn Steels (BEL)         | 66è                 |
| 246                 | Sjoerd van Ginneken (NED)  | DNF                 |
| 247                 | Jan-Willem van Schip (NED) | DNF                 |

| Direct Énergie TDE | Direct Énergie TDE     | Direct Énergie TDE |
| ------------------ | ---------------------- | ------------------ |
| Núm                | Ciclista               | Pos                |
| 1                  | Niki Terpstra (NED)    | 15è                |
| 2                  | Lilian Calmejane (FRA) | 46è                |
| 3                  | Angélo Tulik (FRA)     | DNF                |
| 4                  | Damien Gaudin (FRA)    | DNF                |
| 5                  | Pim Ligthart (NED)     | 83è                |
| 6                  | Alexandre Pichot (FRA) | DNF                |
| 7                  | Anthony Turgis (FRA)   | DNF                |

| Deceuninck-Quick Step DQT | Deceuninck-Quick Step DQT | Deceuninck-Quick Step DQT |
| ------------------------- | ------------------------- | ------------------------- |
| Núm                       | Ciclista                  | Pos                       |
| 11                        | Yves Lampaert (BEL)       | 18è                       |
| 12                        | Iljo Keisse (BEL)         | 60è                       |
| 13                        | Philippe Gilbert (BEL)    | 11è                       |
| 14                        | Bob Jungels (LUX)         | 5è                        |
| 15                        | Kasper Asgreen (DEN)      | 48è                       |
| 16                        | Florian Sénéchal (FRA)    | 25è                       |
| 17                        | Zdeněk Štybar (CZE)       | 1r                        |

| Lotto-Soudal LTS | Lotto-Soudal LTS        | Lotto-Soudal LTS |
| ---------------- | ----------------------- | ---------------- |
| Núm              | Ciclista                | Pos              |
| 21               | Tiesj Benoot (BEL)      | 16è              |
| 22               | Jens Keukeleire (BEL)   | 14è              |
| 23               | Stan Dewulf (BEL)       | 36è              |
| 24               | Frederik Frison (BEL)   | DNF              |
| 25               | Nikolas Maes (BEL)      | 29è              |
| 26               | Lawrence Naesen (BEL)   | 71è              |
| 27               | Brian van Goethem (NED) | DNF              |

| CCC Team CPT | CCC Team CPT                   | CCC Team CPT |
| ------------ | ------------------------------ | ------------ |
| Núm          | Ciclista                       | Pos          |
| 31           | Greg Van Avermaet (BEL)        | 3r           |
| 32           | Michael Schär (SUI)            | 74è          |
| 33           | Gijs Van Hoecke (BEL)          | DNF          |
| 34           | Nathan Van Hooydonck (BEL)     | 55è          |
| 35           | Guillaume Van Keirsbulck (BEL) | DNF          |
| 36           | Kamil Gradek (POL)             | DNF          |
| 37           | Łukasz Wiśniowski (POL)        | 52è          |

| AG2R La Mondiale ALM | AG2R La Mondiale ALM     | AG2R La Mondiale ALM |
| -------------------- | ------------------------ | -------------------- |
| Núm                  | Ciclista                 | Pos                  |
| 41                   | Oliver Naesen (BEL)      | 8è                   |
| 42                   | Gediminas Bagdonas (LTU) | DNF                  |
| 43                   | Nico Denz (GER)          | DNF                  |
| 44                   | Silvan Dillier (SUI)     | 38è                  |
| 45                   | Julien Duval (FRA)       | DNF                  |
| 46                   | Dorian Godon (FRA)       | 32è                  |
| 47                   | Stijn Vandenbergh (BEL)  | 35è                  |

| Bora-Hansgrohe BOH | Bora-Hansgrohe BOH        | Bora-Hansgrohe BOH |
| ------------------ | ------------------------- | ------------------ |
| Núm                | Ciclista                  | Pos                |
| 51                 | Peter Sagan (SVK)         | 17è                |
| 52                 | Maciej Bodnar (POL)       | DNF                |
| 53                 | Marcus Burghardt (GER)    | DNF                |
| 54                 | Jean-Pierre Drucker (LUX) | 78è                |
| 55                 | Daniel Oss (ITA)          | 37è                |
| 56                 | Lukas Pöstlberger (AUT)   | 40è                |
| 57                 | Juraj Sagan (SVK)         | DNF                |

| Team Jumbo-Visma TJV | Team Jumbo-Visma TJV        | Team Jumbo-Visma TJV |
| -------------------- | --------------------------- | -------------------- |
| Núm                  | Ciclista                    | Pos                  |
| 61                   | Wout van Aert (BEL)         | 2n                   |
| 62                   | Amund Grøndahl Jansen (NOR) | 45è                  |
| 63                   | Pascal Eenkhoorn (NED)      | 77è                  |
| 64                   | Mike Teunissen (NED)        | 51è                  |
| 65                   | Taco van der Hoorn (NED)    | 97è                  |
| 66                   | Danny van Poppel (NED)      | 33è                  |
| 67                   | Maarten Wynants (BEL)       | 86è                  |

| Movistar Team MOV | Movistar Team MOV              | Movistar Team MOV |
| ----------------- | ------------------------------ | ----------------- |
| Núm               | Ciclista                       | Pos               |
| 71                | Jürgen Roelandts (BEL)         | DNF               |
| 72                | Jorge Arcas (ESP)              | 69è               |
| 73                | Carlos Barbero Cuesta (ESP)    | 26è               |
| 74                | Héctor Carretero Milla (ESP)   | DNF               |
| 75                | Jaime Castrillo (ESP)          | 81è               |
| 76                | Eduard Prades i Reverter (ESP) | 41è               |
| 77                | Jasha Sütterlin (GER)          | 9è                |

| Mitchelton-Scott MTS | Mitchelton-Scott MTS          | Mitchelton-Scott MTS |
| -------------------- | ----------------------------- | -------------------- |
| Núm                  | Ciclista                      | Pos                  |
| 81                   | Matteo Trentin (ITA)          | 7è                   |
| 82                   | Jack Bauer (NZL)              | 50è                  |
| 83                   | Luka Mezgec (SLO)             | DNF                  |
| 84                   | Edoardo Affini (ITA)          | DNF                  |
| 85                   | Michael Hepburn (AUS)         | 94è                  |
| 86                   | Christopher Juul-Jensen (DEN) | 57è                  |
| 87                   | Callum Scotson (AUS)          | DNF                  |

| Astana AST | Astana AST                | Astana AST |
| ---------- | ------------------------- | ---------- |
| Núm        | Ciclista                  | Pos        |
| 91         | Davide Ballerini (ITA)    | DNF        |
| 92         | Jandos Bijiguitov (KAZ)   | DNF        |
| 93         | Laurens De Vreese (BEL)   | 44è        |
| 94         | Ievgueni Guiditx (KAZ)    | DNF        |
| 95         | Dmitri Grúzdev (KAZ)      | DNF        |
| 96         | Hugo Houle (CAN)          | 53è        |
| 97         | Magnus Cort Nielsen (DEN) | 20è        |

| Bahrain-Merida TBM | Bahrain-Merida TBM        | Bahrain-Merida TBM |
| ------------------ | ------------------------- | ------------------ |
| Núm                | Ciclista                  | Pos                |
| 101                | Sonny Colbrelli (ITA)     | 13è                |
| 102                | Iván García Cortina (ESP) | 23è                |
| 103                | Heinrich Haussler (AUS)   | 59è                |
| 104                | Kristjan Koren (SLO)      | 63è                |
| 105                | Matej Mohorič (SLO)       | 27è                |
| 106                | Luka Pibernik (SLO)       | 62è                |
| 107                | Jan Tratnik (SLO)         | DNF                |

| EF Education First EF1 | EF Education First EF1    | EF Education First EF1 |
| ---------------------- | ------------------------- | ---------------------- |
| Núm                    | Ciclista                  | Pos                    |
| 111                    | Sep Vanmarcke (BEL)       | DNF                    |
| 112                    | Alberto Bettiol (ITA)     | 4t                     |
| 113                    | Mitchell Docker (AUS)     | DNF                    |
| 114                    | Moreno Hofland (NED)      | DNF                    |
| 115                    | Sebastian Langeveld (NED) | 12è                    |
| 116                    | Logan Owen (USA)          | DNF                    |
| 117                    | Thomas Scully (NZL)       | 98è                    |

| Groupama-FDJ GFC | Groupama-FDJ GFC          | Groupama-FDJ GFC |
| ---------------- | ------------------------- | ---------------- |
| Núm              | Ciclista                  | Pos              |
| 121              | Arnaud Démare (FRA)       | 34è              |
| 122              | Jacopo Guarnieri (ITA)    | DNF              |
| 123              | Ignatas Konovalovas (LTU) | DNF              |
| 124              | Stefan Küng (SUI)         | 56è              |
| 125              | Olivier Le Gac (FRA)      | DNF              |
| 126              | Miles Scotson (AUS)       | 87è              |
| 127              | Ramon Sinkeldam (NED)     | DNF              |

| Dimension Data TDD | Dimension Data TDD             | Dimension Data TDD |
| ------------------ | ------------------------------ | ------------------ |
| Núm                | Ciclista                       | Pos                |
| 131                | Edvald Boasson Hagen (NOR)     | DNF                |
| 132                | Rasmus Tiller (NOR)            | 96è                |
| 133                | Bernhard Eisel (AUT)           | DNF                |
| 134                | Michael Valgren Andersen (DEN) | 39è                |
| 135                | Jay Robert Thomson (RSA)       | DNF                |
| 136                | Jacobus Venter (RSA)           | DNF                |
| 137                | Julien Vermote (BEL)           | 64è                |

| Katusha-Alpecin TKA | Katusha-Alpecin TKA        | Katusha-Alpecin TKA |
| ------------------- | -------------------------- | ------------------- |
| Núm                 | Ciclista                   | Pos                 |
| 141                 | Willie Smit (RSA)          | DNF                 |
| 142                 | Jenthe Biermans (BEL)      | DNF                 |
| 143                 | Marco Haller (AUT)         | 19è                 |
| 144                 | Reto Hollenstein (SUI)     | 30è                 |
| 145                 | Viatxeslav Kuznetsov (RUS) | 65è                 |
| 146                 | Nils Politt (GER)          | 6è                  |
| 147                 | Mads Würtz Schmidt (DEN)   | DNF                 |

| Team Sky SKY | Team Sky SKY              | Team Sky SKY |
| ------------ | ------------------------- | ------------ |
| Núm          | Ciclista                  | Pos          |
| 151          | Gianni Moscon (ITA)       | 79è          |
| 152          | Leonardo Basso (ITA)      | DNF          |
| 153          | Owain Doull (GBR)         | DNF          |
| 154          | Filippo Ganna (ITA)       | 91è          |
| 155          | Luke Rowe (GBR)           | 54è          |
| 156          | Ian Stannard (GBR)        | 90è          |
| 157          | Christopher Lawless (GBR) | DNF          |

| Team Sunweb SUN | Team Sunweb SUN              | Team Sunweb SUN |
| --------------- | ---------------------------- | --------------- |
| Núm             | Ciclista                     | Pos             |
| 161             | Chad Haga (USA)              | DNF             |
| 162             | Marc Hirschi (SUI)           | 10è             |
| 163             | Roy Curvers (NED)            | DNF             |
| 164             | Asbjørn Kragh Andersen (DEN) | DNF             |
| 165             | Søren Kragh Andersen (DEN)   | DNF             |
| 166             | Florian Stork (GER)          | DNF             |
| 167             | Max Walscheid (GER)          | 89è             |

| Trek-Segafredo TFS | Trek-Segafredo TFS   | Trek-Segafredo TFS |
| ------------------ | -------------------- | ------------------ |
| Núm                | Ciclista             | Pos                |
| 171                | Jasper Stuyven (BEL) | 58è                |
| 172                | John Degenkolb (GER) | 22è                |
| 173                | Alex Kirsch (LUX)    | DNF                |
| 174                | Alex Frame (NZL)     | DNF                |
| 175                | Mads Pedersen (DEN)  | DNF                |
| 176                | Koen de Kort (NED)   | 76è                |
| 177                | Edward Theuns (BEL)  | 61è                |

| UAE Team Emirates UAD | UAE Team Emirates UAD      | UAE Team Emirates UAD |
| --------------------- | -------------------------- | --------------------- |
| Núm                   | Ciclista                   | Pos                   |
| 181                   | Alexander Kristoff (NOR)   | 21è                   |
| 182                   | Jasper Philipsen (BEL)     | DNF                   |
| 183                   | Sven Erik Bystrøm (NOR)    | 47è                   |
| 184                   | Marco Marcato (ITA)        | 99è                   |
| 185                   | Vegard Stake Laengen (NOR) | DNF                   |
| 186                   | Tom Bohli (SUI)            | DNF                   |
| 187                   | Ivo Oliveira (POR)         | DNF                   |

| Sport Vlaanderen-Baloise SVB | Sport Vlaanderen-Baloise SVB | Sport Vlaanderen-Baloise SVB |
| ---------------------------- | ---------------------------- | ---------------------------- |
| Núm                          | Ciclista                     | Pos                          |
| 191                          | Piet Allegaert (BEL)         | DNF                          |
| 192                          | Lindsay De Vylder (BEL)      | DNF                          |
| 193                          | Benjamin Declercq (BEL)      | 82è                          |
| 194                          | Robbe Ghys (BEL)             | DNF                          |
| 195                          | Emiel Planckaert (BEL)       | DNF                          |
| 196                          | Thomas Sprengers (BEL)       | 49è                          |
| 197                          | Dries Van Gestel (BEL)       | 31è                          |

| Wallonie Bruxelles WVA | Wallonie Bruxelles WVA    | Wallonie Bruxelles WVA |
| ---------------------- | ------------------------- | ---------------------- |
| Núm                    | Ciclista                  | Pos                    |
| 201                    | Justin Jules (FRA)        | DNF                    |
| 202                    | Mathijs Paasschens (NED)  | 84è                    |
| 203                    | Tom Wirtgen (LUX)         | 43è                    |
| 204                    | Aksel Nõmmela (EST)       | 75è                    |
| 205                    | Baptiste Planckaert (BEL) | 24è                    |
| 206                    | Lukas Spengler (SUI)      | DNF                    |
| 207                    | Lionel Taminiaux (BEL)    | 73è                    |

| Wanty-Gobert WGG | Wanty-Gobert WGG        | Wanty-Gobert WGG |
| ---------------- | ----------------------- | ---------------- |
| Núm              | Ciclista                | Pos              |
| 211              | Frederik Backaert (BEL) | 42è              |
| 212              | Aimé De Gendt (BEL)     | DNF              |
| 213              | Ludwig De Winter (BEL)  | 95è              |
| 214              | Tom Devriendt (BEL)     | DNF              |
| 215              | Jérôme Baugnies (BEL)   | DNF              |
| 216              | Andrea Pasqualon (ITA)  | 92è              |
| 217              | Loïc Vliegen (BEL)      | DNF              |

| Cofidis, Solutions Crédits COF | Cofidis, Solutions Crédits COF | Cofidis, Solutions Crédits COF |
| ------------------------------ | ------------------------------ | ------------------------------ |
| Núm                            | Ciclista                       | Pos                            |
| 221                            | Christophe Laporte (FRA)       | DNF                            |
| 222                            | Filippo Fortin (ITA)           | DNF                            |
| 223                            | Cyril Lemoine (FRA)            | DNF                            |
| 224                            | Kenneth Vanbilsen (BEL)        | 70è                            |
| 225                            | Bert Van Lerberghe (BEL)       | DNF                            |
| 226                            | Damien Touzé (FRA)             | 68è                            |
| 227                            | Zico Waeytens (BEL)            | 85è                            |

| Israel Cycling Academy ICA | Israel Cycling Academy ICA | Israel Cycling Academy ICA |
| -------------------------- | -------------------------- | -------------------------- |
| Núm                        | Ciclista                   | Pos                        |
| 231                        | Guillaume Boivin (CAN)     | 80è                        |
| 232                        | Zakkari Dempster (AUS)     | DNF                        |
| 233                        | Conor Dunne (IRL)          | 67è                        |
| 234                        | Sondre Holst Enger (NOR)   | DNF                        |
| 235                        | Roy Goldstein (ISR)        | DNF                        |
| 236                        | Mihkel Räim (EST)          | 72è                        |
| 237                        | Tom Van Asbroeck (BEL)     | 28è                        |

| Roompot-Charles ROC | Roompot-Charles ROC        | Roompot-Charles ROC |
| ------------------- | -------------------------- | ------------------- |
| Núm                 | Ciclista                   | Pos                 |
| 241                 | Lars Boom (NED)            | 93è                 |
| 242                 | Jesper Asselman (NED)      | DNF                 |
| 243                 | Senne Leysen (BEL)         | 88è                 |
| 244                 | Justin Timmermans (NED)    | DNF                 |
| 245                 | Stijn Steels (BEL)         | 66è                 |
| 246                 | Sjoerd van Ginneken (NED)  | DNF                 |
| 247                 | Jan-Willem van Schip (NED) | DNF                 |